# Loutété
Loutété är en småstad (franska: communauté urbaine) i Kongo-Brazzaville. Den ligger i departementet Bouenza, i den södra delen av landet, 160 km väster om huvudstaden Brazzaville. Antalet invånare är 27 038.